# Kökar
Kökar (Kökarⓘ) es un municipio y una isla localizada al sureste del archipiélago de Åland, en el país europeo de Finlandia.
También es uno de los municipios de las islas Åland. Es accesible por barco desde Långnäs, en las islas Åland, o de Galtby con acceso a la Finlandia continental.
El municipio tiene una población de 246 personas (datos del 31 de enero de 2012) y tiene una superficie de 2.165,01 kilómetros cuadrados (835.92 millas cuadradas) de los cuales 2.101,46 kilómetros cuadrados (811.38 millas cuadradas) está constituido por territorio marino.